# Hôtel de ville de Pont-à-Mousson
L'hôtel de ville de Pont-à-Mousson est un édifice construit à la fin du XVIIIe siècle sur les plans de l'architecte Claude Mique et de l'ingénieur François-Michel Lecreulx pour servir d'hôtel de ville à Pont-à-Mousson, en Lorraine.
La façade a été réalisée par  Johann Joseph Söntgen puis par  Joseph Labroise.
Il a été inauguré en mars 1793.
Sa façade a été classée monument historique  par arrêté du 15 octobre 1919 et le péristyle, l'escalier, le grand salon et les gypseries ont été inscrits par arrêté du 17 février 2012. Ces protections ont été remplacées par un classement de ces mêmes éléments le 15 mai 2013.